# Kerstin Tzscherlich
Kerstin Tzscherlich (ur. 15 lutego 1978 we Freitalu) – niemiecka siatkarka, reprezentantka kraju, grająca na pozycji libero.
Podczas eliminacji do Grand Prix siatkarek 2010, została uznana za najlepiej broniącą zawodniczkę, pokonując Dominikankę Carmen Caso i Tajwankę Yang Meng-hua.

## Sukcesy

### reprezentacyjne
- Mistrzostwa Europy:
  -  2003
- Mistrzostwa Europy:
  -  2011

### klubowe
- Mistrzostwa Niemiec:
  -  1999, 2007
  -  2008, 2012
- Puchar Niemiec:
  -  1999, 2002, 2010
- Puchar Challenge:
  -  2010
  -  2008